# Giroc
Giroc (en hongrois : Gyüreg, en allemand : Girok) est une commune du județ de Timiș en Roumanie.